# Алфио Контини
Алфио Контини (на италиански: Alfio Contini) е италиански кинооператор. 

## Биография
Роден в Кастилиончело, Италия. Кариерата му включва около сто филма за почти петдесет години. Той си сътрудничи с Дино Ризи, Лилиана Кавани, Микеланджело Антониони и други.

## Избрана филмография
| година | филм                  | оригинално заглавие       | режисьор               |
| ------ | --------------------- | ------------------------- | ---------------------- |
| 1959   | Довереникът на дамите | Le Confident de ces dames | Жан Бойер              |
| 1962   | Изпреварването        | Il Sorpasso               | Дино Ризи              |
| 1969   | Галилео Галилей       | Galileo                   | Лилиана Кавани         |
| 1970   | Забриски пойнт        | Zabriskie Point           | Микеланджело Антониони |
| 1970   | Слънчогледи           | I girasoli                | Виторио Де Сика        |
| 1970   | Жената на свещеника   | La moglie del prete       | Дино Ризи              |
| 1995   | Отвъд облаците        | Al di là delle nuvole     | Микеланджело Антониони |